# Николай Карамзин
Никола̀й Миха̀йлович Карамзѝн е руски историк, писател, поет и публицист .
Възпитаник е на Московския университет. Почетен член на Петербургската академия на науките. Автор на състоящата се от 12 тома „История на руската държава“ – първия обобщен и систематизиран научен труд по история на Русия .
„Историята на Русия“ на Карамзин не е хронологически първият труд по руска история. Той се предхожда от разработките на Василий Татищев и Михаил Щербатов. Предназначението на „Историята“ не е само научно, а създаването ѝ е с цел да запознае широк кръг от читатели с историческите факти и събития по образуването на руската държава. „Историята“ на Карамзин предизвиква неимоверен за времето си социален отзвук и реакция в руското просветено общество. По своето не само научно значение тя за първи път представя систематизирано историята на Древна Рус (Киевска Рус). За руската общественост излизането на историята на Карамзин се сравнява по значение с откриването на Америка за Стария свят.
През 1789 година той пътува, като посещава Германия, Франция, Швейцария и Англия. Това е основата на произведението му Письма русского путешественника, English translation: Letters of a Russian Traveler (1791–92).
Погребан е в Тихвинското гробище в Санкт Петербург.

## В лингвистиката
Смята се, че Карамзин въвежда буквата ё. 

## Други произведения
Други исторически произведения:
- Записка о древней и новой России

Освен автор на „Исторически хроники“, Карамзин има и други съчинения като:
- Афинская жизнь, English translation: Athenian Life (1794)
- Мелодор к Филалету (1794)
- Юлия, English translation: Julia (1796)
- Моя исповедь, English translation: My Confession (1802)

## Виж още
- История на руската държава, история на Русия от Карамзин